# Alcamo
Alcamo (szicíliaiul Àrcamu) település Olaszországban, Trapani megyében. Lakosainak száma 44 569 fő (2023. január 1.). Alcamo Balestrate, Camporeale, Monreale, Castellammare del Golfo, Partinico és Calatafimi-Segesta községekkel határos.

## Népesség
A település népességének változása:
| Lakosok száma | 45 371 | 45 273 | 44 569 |
|               | 2017   | 2018   | 2023   |